# 南港闕家古厝德成居
25°03′03″N 121°36′55″E / 25.050926°N 121.615340°E
南港闕家古厝德成居，是位於臺灣臺北市南港區的三合院，列為歷史建築。

## 建築
德成居位於南港研究院路120號，據屋主闕山鐘回憶是他四位伯叔醵資建立，為南港闕家最富有的闕德妙在1924年所建。磚瓦是使用闕氏家族自己的磚窯廠，並使用日式建築工法打造。其TR磚砌牆及砂岩牆基以紅白襯托。左外護龍德嚴居，則有兩層銃櫃。廳門面及山牆之泥塑、剪黏、山花呈現民間藝工。
德成居背後為山，是因農戶慣於選背山處起厝，便於山坡上種植農事用的茅埔。號稱「眠牛穴」的住宅，十之八九背山。整建時，住戶聽信堪與師鑑定為「眠牛穴」的指示，公廳屋頂上放茅草以符合「牽牛吃草」、宅前要口池塘以符合「牽牛飲水」。但1981年報導時，房子已長期雨漏，又難找茅草，改以鐵棚遮蔽屋頂。

## 事件
1995年間，陸續有建商談合建，但闕家意見不一致告吹，之後由基泰建設陸續收購持份，逐步蠶食，買賣範圍甚至擴大到德成居周邊土地。
2017年5月22日，文資審議當日，在地議員闕枚莎連同闕家十多名所有權人到場陳情。陳情人闕陳娜妮指出，其中一筆地號的土地面積，市價約五億，劃為歷史建築後，市價則降至五千萬，損失高達四億多。委員認為德成居見證早期家族移民墾殖史，紅磚建材和工法少見，兼具文史和工藝價值。但陳情人認為此屋已樓梯與連通道坍塌，想拆除作開發。最終代理主席、委員黃英霓最終裁示採取「全區保存」登錄歷史建築，對所有權人辦理容積移轉等事宜較有利，也建議臺北市文化局及臺北市都發局後續朝三個原則辦理，讓所有權人財產損失最小化、維護建築安全。都發局表示，祖厝基地後方的保護區、防災空間以及人行道系統皆需保存，按現場基地情況，撇除歷史建物部分土地，大樓興建可蓋到七、八層，但後續仍要畫模擬圖，細部了解容積移轉的價值。
基泰建設為加速開發，求仍住在此闕家人家繳付租金，甚至提出分割共有物之訴。之後，所有權人聯合告臺北市文化局侵害私有財產，2017年進行訴訟，古厝則日漸塌壞。直到2019年8月12日，文化資產審議委員會再次將此屋以「南港闕家古厝德成居」之名登錄歷史建築。2022年3月10日法拍時，筆錄記載建物包含左廂房、中間正廳、右廂房老舊，漏水、樓梯已坍塌。據2023年4月24日新聞報導 （页面存档备份，存于）及比對網上法拍屋資訊顯示，基泰建設已透過法拍程序取得此古厝與多筆地號之產權。